# Vliegbasis Engels-2
Engels-2 (Russisch: Энгельс-2) is een strategisch vliegveld van de Russische luchtmacht. Het ligt vijf kilometer ten oosten van de stad Engels in de oblast Saratov. Engels-2 is de grootste Russische basis voor strategische langeafstandsbommenwerpers en de enige basis voor de Toepolev Tu-160.

## Geschiedenis
In 1930 vestigde de Sovjet-Unie een opleiding voor piloten in Engels. Twee jaar later volgden de eerste vliegbewegingen. Constructie aan de nieuwe en grotere vliegbasis Engels-2 begon in de vroege jaren '50. Bij de opening in 1954 was het een van de slechts zes Sovjetbases die de Mjasisjtsjev M-4 aankonden.
De basis ontving in 1987 het eerste Tu-160 bommenwerper, maar weinig later werd dit verplaatst naar Pryloeky. In de jaren die volgden, werden nieuwe exemplaren op Engels-2 gestationeerd. In 1994 waren er vijf Tu-160's operationeel. Als onderdeel van het START-1-verdrag werd in 1998 gemeld dat zes Tu-160 zware bommenwerpers en twintig operationele Tu-95 strategische bommenwerpers op Engels-2 waren gestationeerd. Later werd dit aantal verhoogd tot veertien Tu-160 bommenwerpers. Deze vliegtuigen kunnen nucleaire kruisraketten lanceren.
In 2000 is een openluchtmuseum geopend op de vliegbasis.
Sinds juni 2008 voeren de langeafstandsbommenwerpers Tu-95MS en Toepolev Tu-22M vanaf de basis patrouillevluchten uit boven de Noordpool en de Atlantische Oceaan. Daartoe worden ze bijgetankt door tankvliegtuigen van het type Iljoesjin Il-78.
In 2022 werd Engels-2 gebruikt voor de Russische aanval op Oekraïne, onder meer door het inzetten van kruisvluchtwapens vanaf vliegtuigen. Op 5 december 2022 was er een explosie op het militaire vliegveld, vermoedelijk als gevolg van een raket- of dronebeschieting door het Oekraïense leger. Op 20 maart 2025 was er opnieuw een explosie, vermoedelijk opnieuw als gevolg van een Oekraïense aanval. Er zouden 2 doden zijn gevallen en ook werd in de stad Engels aanzienlijke schade aangericht. De autoriteiten spraken van 'de grootste droneaanval' op Russisch grondgebied sinds het begin van de oorlog. In de oblast Saratov werd de noodtoestand uitgeroepen.

## Eenheden
De volgende Russische regimenten zijn gestationeerd in Engels-2:
- 121e regiment zware luchtbommenwerpers (Tu-160)
- 184e regiment zware luchtbommenwerpers (Tu-95)